# Феллюр, Джек
Лоуэлл Джексон «Джек» Феллюр (англ. Lowell Jackson 'Jack' Fellure; 3 октября 1931, Мидкифф, Западная Виргиния — 31 июля 2022, Хантингтон) — американский политик и инженер на пенсии. Кандидат в Президенты США от Партии Сухого закона на выборах 2012 года. Всего же на его счету семь президентских кампаний, начиная с 1988 года.
Феллюр утверждал, что его политическая платформа основывается на Библии короля Якова. Выступает с крайне правых протестантско-фундаменталистических позиций, требуя запрета на алкоголь, аборт, порнографию и гомосексуальность. В проблемах общества он винит «атеистов, марксистов, либералов, голубых, лжецов, уклоняющихся от призыва, сжигателей флагов, наркоманов, извращенцев и антихристиан».

## Личная жизнь
Был женат на Джин Феллюр. Имел шестерых детей. Проживал в Харрикейне.